# Divinités grecques des vents
 (septembre 2014).
Dans la mythologie grecque et plus tard romaine, les divinités des vents ou Anémoi (en grec ancien Ἄνεμοι / Ánemoi, « les Vents » et en latin Venti, « les Vents »), fils d'Éos (l'Aurore) et d'Astréos (le Crépuscule) ou d'Éole, sont les esprits des vents directionnels.

## Noms des Vents
Dès les temps homériques, les Grecs ont distingué quatre Vents principaux en plus d’Éole :
- Borée, le Vent du nord
- Euros, le Vent de l'est
- Zéphyr, le Vent de l'ouest
- Notos, le Vent du sud

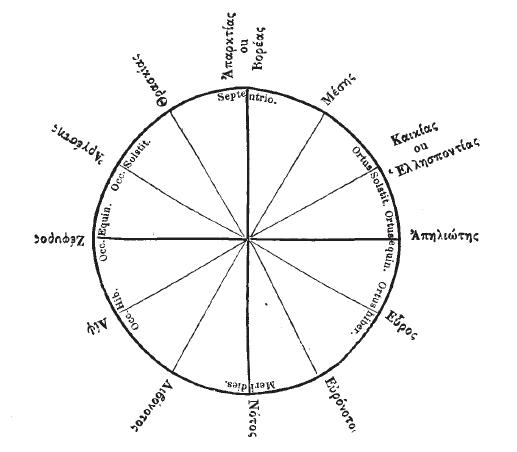
Rose des vents connus dans l'Antiquité grecque.

Ils sont étroitement attachés aux saisons : Borée est le souffle froid de l'hiver ; Zéphyr incarne les brises légères du printemps ;  Notos est l'été ; Euros incarne les tempêtes de l'automne.
Plus tard, on leur adjoignit quatre autres Vents :
- Apéliote, le Vent du sud-est
- Caecias ou Kaikias, le Vent du nord-est
- Lips, le Vent du sud-ouest
- Sciron, le Vent du nord-ouest

Parfois même, on porta leur nombre à douze :
- Apéliote ou Aphéliote
- Borée ou Aparctias
- Cécias
- Euronotos ou Phénicias
- Euros ou Argeste
- Iapyx ou Mèse
- Libonotos
- Lips
- Notos
- Sciron ou Olympias
- Thracios ou Trascias
- Zéphyr

Le maître de tous les vents est Éole. Il règne sur ses tumultueux sujets, enfermés dans une caverne de l'île d'Éolia ou retenus dans des outres. Il ne leur donne leur essor que sur ordre de Zeus. S'il lui arrive de désobéir au maître suprême et de libérer les Vents sans y avoir été convié, il déchaîne les désastres, les tempêtes et les naufrages.
Homère et Hésiode, eux, distinguent clairement les Vents amicaux et saisonniers (fils d'Astréos) des Vents tempétueux ou Anémoi Thyellai (en grec ancien Ἄνεμοι Θύελλαι / Ánemoi Thúellai, « les Vents-Tempêtes »), divinités des orages, des tempêtes et des ouragans (fils du monstre Typhon). Normalement, seuls ces derniers sont enfermés. Mais des auteurs tardifs ont brouillé cette distinction.
Les Anémoi (à l'origine, seulement trois) sont comparables d'une part, aux dieux des Tempêtes, les Hécatonchires, et d'autre part, aux Anémoi Thyellai, fils de Typhon. Leurs homologues féminines sont les Harpies.
Apollonios de Rhodes, dans ses Argonautiques, mentionne l'Argestès comme étant envoyé par Zeus pour favoriser la navigation des Argonautes. Une scholie du texte en dit : « C'est le Zéphyre, ainsi nommé parce qu'il commence (ἄρχεται) à souffler à la fin de l'été ». Homère, dans l'Iliade, utilise le mot ἀργεστής (ou ἀργεστᾶο), que l'on explique par blanchâtre, qui amasse les nuages blancs (ἀργός) : c'est une simple épithète du Notos, vent du Sud-Ouest. Plus tard, il devint le nom d'un vent particulier que les Romains ont identifié avec le Corus, vent du Nord-Ouest. Le scoliaste d'Apollonios assimile l'Argestès au Zéphyre, qui est le vent d'Ouest en général. C'est du vent le Nord-Ouest qui est nécessaire aux Argonautes pour aller de Sinope au cap des Amazones.

## Localisation des Vents

### Les Météorologiquesd'Aristote
Aristote, mis à part les quatre Vents principaux (Borée ou Aparctias, Euros, Notos, et Zéphyr), mentionne trois Vents, Mèse, Cécias et Apéliote entre Borée et Euros, il place Phénicias entre Euros et Notos, entre Notos et Zéphyr, se situe seul Lips et enfin entre Zéphyr et Borée, il localise Argeste (Olympias ou Sciron) et Thrascias. Il est important d'observer que selon Aristote, Euros n'est pas directement le Vent d'est, mais celui du sud-est.

### Marbre du musée Pio-Clementino
Au musée Pio-Clementino se trouve un monument de marbre sur lequel les vents sont décrits avec leurs noms grecs et latins : Septentrio (Aparctias), Eurus (Euros, le sud-est) et, entre eux deux, Aquilon (Borée), Vulturnus (Cécias) et Solanus (Aphéliote). Entre Eurus et Notus (Notos), se situe seulement Euroauster (Euronotos). Entre Notus et Favonius (Zéphyr), on retrouve Austro-Africus (Libonotus) et Africus (Lips), et entre Favonius et Septentrio, on trouve Chrus (Iapyx) et Circius (Thracius).

### La Tour des Vents

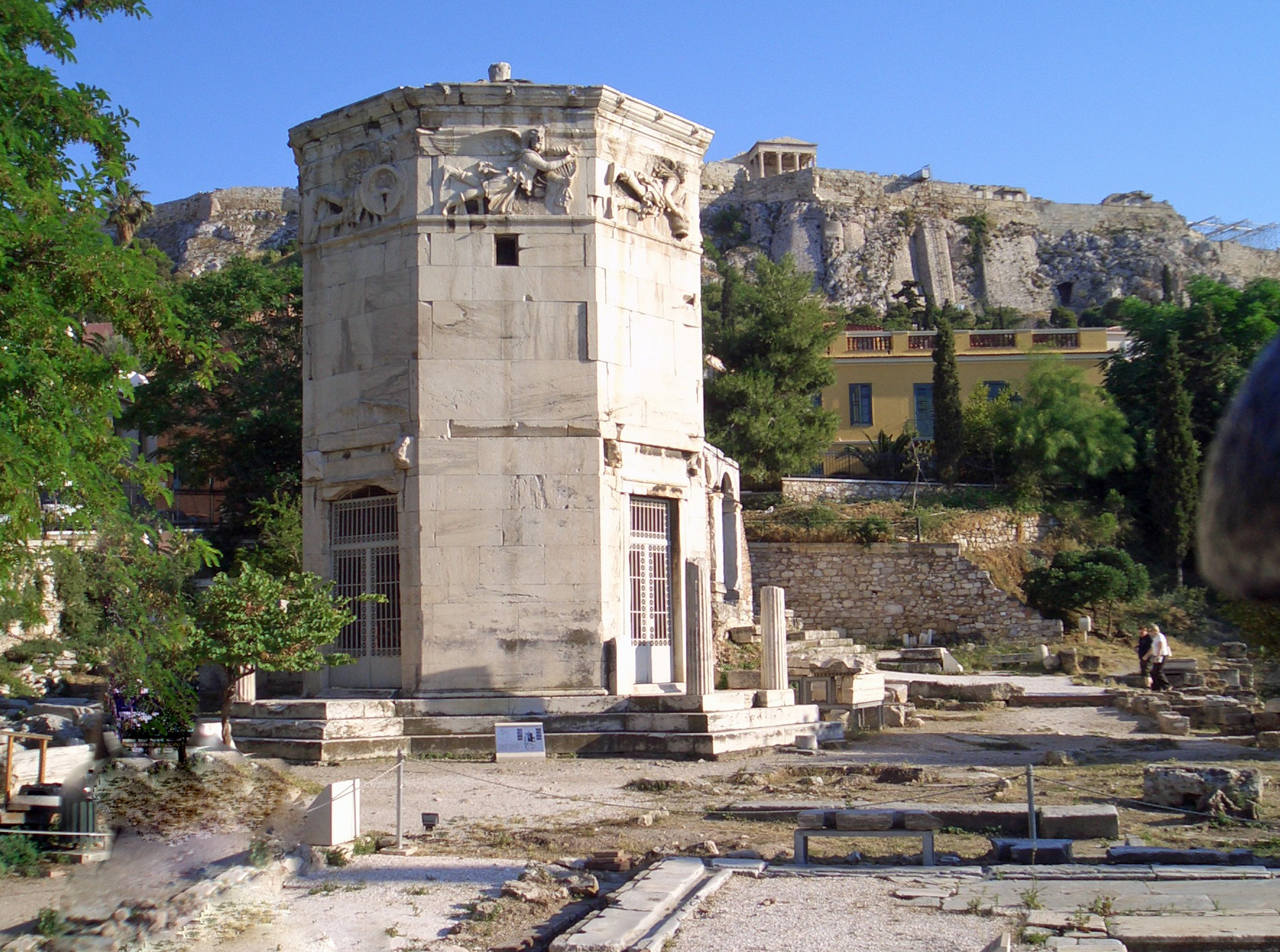
La tour des Vents à Athènes.

Le monument le plus remarquable représentant les Vents est la tour octogonale d'Andronicus de Cyrrhus à Athènes, la Tour des Vents (horloge hydraulique construite au Ier siècle av. J.-C.). Chacun des huit côtés du monument représente un des huit Vents principaux dans une attitude de vol. Un Triton rotatif au centre de la coupole qui pointe avec son bâton vers la direction où le vent souffle est une des premières girouettes. 

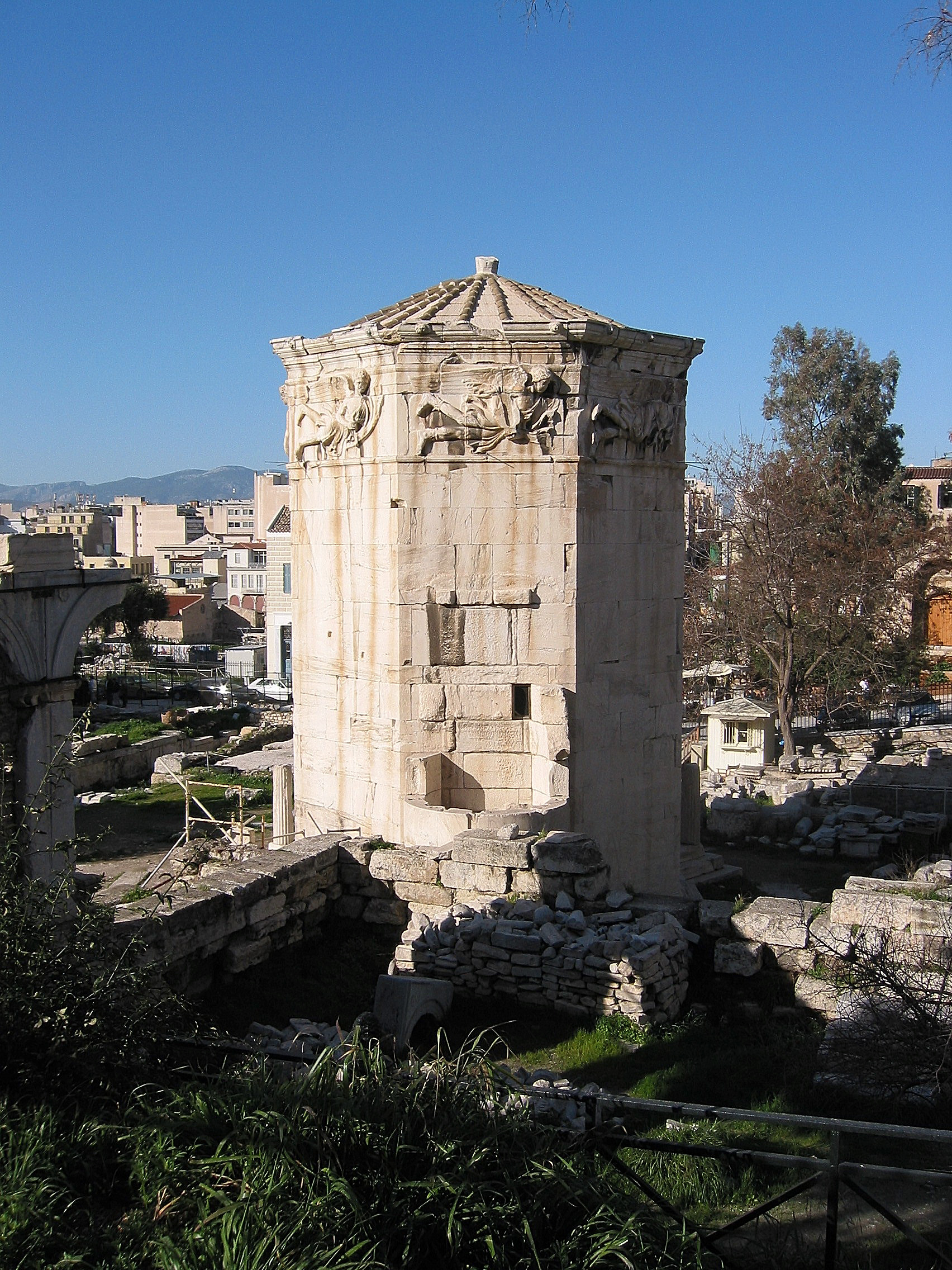
La Tour des Vents à Athènes.

Ces huit figures ont des ailes à leurs épaules, sont vêtues, et les particularités des vents sont indiquées par leurs corps et divers attributs. Des agneaux noirs sont offerts en sacrifice aux vents destructeurs et des blancs aux bons vents favorables.
Les huit Vents principaux sculptés sur la Tour des Vents avec quelques différences sont :
- Apéliote : Vent du sud-est portant une robe remplie de fruits et de céréales.
- Borée : Vent du nord qui est dépeint avec les cheveux et la barbe en broussailles, vêtu d'une robe flottante en forme de tourbillons et tenant une coquille de conque dans de ses mains.
- Cécias : Vent du nord-est qui est représenté comme un homme barbu tenant un bouclier plein de grêlons.
- Euros : Vent de l'est portant la barbe et vêtu d'une lourde robe.
- Lips : Vent du sud-ouest qui est montré comme tenant la poupe d'un bateau.
- Notos : Vent du sud, qui est dépeint comme versant un vase d'eau.
- Sciron : Vent du nord-ouest qui est présenté comme un homme barbu inclinant un chaudron pour signifier le début de l'hiver.
- Zéphyr : Vent de l'ouest qui est dépeint comme un jeune imberbe dispersant des fleurs provenant de son manteau.

## Représentations
Les Vents sont principalement représentés sous deux formes : parfois, ils sont décrits en tant que dieux ayant la forme de chevaux attachés dans les écuries d'Éole ; d'autres fois, on les présente comme des divinités indépendantes à forme humaine.

## Sources
- Pseudo-Apollodore, Bibliothèque [détail des éditions] [lire en ligne] (I, 8-9).
- Apollonios de Rhodes, Argonautiques [détail des éditions] [lire en ligne].
- Aristote, Météorologiques (lire en ligne) (II, 6).
- Catalogue des femmes [détail des éditions] (fr. 47 [édition ?]).
- Élégique grec Évenos (fr. 7 [édition ?]).
- Élien, Nature des animaux (IV, 6 ; VII, 27).
- Hérodote, Histoires [détail des éditions] [lire en ligne] (VII, 178 , 1 ; VII, 189).
- Hésiode, Théogonie [détail des éditions] [lire en ligne] (v. 378 et suiv. ; 869 et suiv.).
- Homère, Iliade [détail des éditions] [lire en ligne] (II, 145 et suiv. ; V, 291 & 534 ; IX, 4-5 ; XII, 168 & 281 ; XVI, 150 ; XXIII, 185-194), Odyssée [détail des éditions] [lire en ligne] (V, 291-295 ; X, 1).
- Hygin, Fables [détail des éditions] [(la) lire en ligne] (Préface).
- Hymnes orphiques [détail des éditions] (lire en ligne) (LXXX à Borée ; LXXXI à Zéphyr ; LXXXII à Notos).
- Lyrique grec I Alcée (fr. 319 [édition ?]).
- Lyrique grec III Simonide (fr. 535 [édition ?]).
- Nonnos de Panopolis, Dionysiaques [détail des éditions] [lire en ligne] (II, 392 ; II, 524 ; VI, 18 ; XII, 59 ; XIII, 381 ; XLI, 155 ; XLI, 263; XLVII, 340).
- Ovide, Fastes [détail des éditions] [lire en ligne] (V, 159), Ovide, Métamorphoses [détail des éditions] [lire en ligne] (I, 4 ; I, 56 ; I, 264 et suiv. ; VII, 192 ; XIV, 544).
- Pausanias, Description de la Grèce [détail des éditions] [lire en ligne] (I, 37, 1 ; II, 12, 1 ; V, 19, 1 ; VIII, 27, 9; IX, 34, 3).
- Pindare, Chants inauguraux (fr. 104 [édition ?]).
- Platon, Phèdre [détail des éditions] [lire en ligne] (246).
- Quintus de Smyrne, Suite d'Homère [détail des éditions] [lire en ligne] (II, 549 ; III, 580 ; IV, 1 ; XII, 189).
- Stace, Silves [détail des éditions] (III, 2), Thébaïde [détail des éditions] [lire en ligne] (I, 205 ; I, 346 ; I, 574 ; I, 640 ; III, 432 ; V, 705 ; VI, 299 ; VIII, 422).
- Tour des Vents d'Athènes.
- Valerius Flaccus, Argonautiques [détail des éditions] [lire en ligne] (I, 574 ; II, 356 ; VI, 164 ; VIII, 322 & 350).
- Virgile, Énéide [détail des éditions] [lire en ligne] (I, 52 et suiv. ; III, 117).